# Hala Sportowa Łużniki
Pałac Sportu Łużniki (ros. Дворец спорта Лужники) – hala sportowa w Moskwie, w Rosji, będąca częścią Kompleksu Sportowego Łużniki (m.in. wraz ze Stadionem Łużniki). Wybudowana w 1956, pierwotnie mogła pomieścić 13700 widzów. W przeszłości odbywały się na niej mistrzostwa świata i Europy w hokeju na lodzie, siatkówce, koszykówce, gimnastyce i w boksie.
W 1972 odbywały się na niej Summit Series pomiędzy ZSRR, a Kanadą. Podczas letnich igrzysk olimpijskich w 1980 na Łużnikach odbywały się zawody w judo i gimnastyce.
Po remoncie w 2002 hala może pomieścić 11500 widzów.
Obecnie, na hali odbywają się głównie mecze hokeja na lodzie i na co dzień występuje tu Dinamo Moskwa.